# Isaías Azzerman
Isaías Azzerman Berstein (* 21. Juli 1912 in Santiago de Chile; † 13. November 1983) war ein chilenischer Fußballspieler. Der Torwart spielte ein Länderspiel für Chile.

## Vereinskarriere
Viel ist nicht bekannt über die Vereinskarriere von Isaías Azzerman. Der Torwart wechselte 1933 zu Audax Italiano und ging mit dem Klub auf die Drei-Amerika-Tour, eine Reise durch Nord-, Mittel- und Südamerika mit 59 Spielen gegen Gegner aus verschiedenen Ländern. Bis mindestens zur Südamerikameisterschaft 1935 stand er im Tor des Klubs italienischer Einwanderer.

## Nationalmannschaftskarriere
Isaías Azzerman debütierte für die chilenische Nationalmannschaft beim Campeonato Sudamericano 1935 bei der knappen 1:2-Niederlage gegen Uruguay. Das Spiel blieb für den Torwart von Audax Italiano das einzige Länderspiel. La Roja landete beim Turnier nach drei Niederlagen auf dem letzten Platz der vier Teilnehmer.